# 羅啟疆
罗启疆（1902年—1940年），字封荣，成年後又改效之。贵州省松桃县人。
中华民国陆军中将。他被歸類於國軍內的川軍、黔軍派系。1934年因與共紅軍交手，受重視。抗日战争爆发后，編入国军第八十二师师长、頗有戰功。惟因病，於1940年4月5日在湖南岳阳县病逝。